# Hoop Dreams
Hoop Dreams is een Amerikaanse documentaire uit 1994 geregisseerd door Steve James. De film volgt twee Afro-Amerikaanse scholieren die na hun afstuderen een carrière in basketbal proberen na te streven.

## Ontvangst
De film wist na zijn première op het Sundance Film Festival de publieksprijs te bemachtigen. Het was ook de film die in 1994 door het grootste aantal critici positief werd ontvangen. De film werd in 2005 opgenomen in het National Film Registry en in 2007 door de International Documentary Association uitgeroepen tot beste documentaire aller tijden.